# Eduardo Molina (ingeniero)
Eduardo Molina (22 de agosto de 1892 - 30 de abril de 1980) fue un ingeniero mexicano.

## Datos biográficos
Realizó sus estudios en la Facultad de Ingeniería de la Universidad Nacional Autónoma de México.
En 1935, se desempeñó como director de aguas de la Ciudad de México.
En 1956, la Ciudad de México contaba con solo 2 millones de habitantes beneficiados con una dotación de 320 litros de agua por día por persona, lo cual se consideraba un sistema deficiente (el estándar en grandes metrópolis de otras partes del mundo superaba los 400 litros por persona). El ingeniero Eduardo Molina fue nombrado director de las obras de introducción de las aguas del Río Lerma a la Ciudad de México, con el fin de evitar que se repitiera una sequía similar a la de 1922, en la que el agua se agotó casi totalmente durante más de tres semanas.
Eduardo Molina murió el 30 de abril de 1980. En memoria de sus contribuciones, una avenida principal (eje vial 3 Oriente) y una estación del Metro de la Ciudad de México llevan su nombre.